# Pseudanodonta
Pseudanodonta är ett släkte av musslor som beskrevs av Bourguignat 1876. Pseudanodonta ingår i familjen målarmusslor.
Släktet innehåller bara arten Pseudanodonta complanata.